# Decillion Capital
Decillion Capital（デシリオンキャピタル）は、M&Aに関するコンサルティングサービスを提供する日本の株式会社。
「世界の金融経済活動の潤滑油となる会社を創る」をビジョンに、従来の煩雑なM＆Aプロセスを簡単に、最適なパートナー探しを実現することを目指している。

## 概要
2020年、M&Aや資金調達に関する豊富な経験を持つメンバーを中心とした、M&Aや資金調達のコンサルティング会社として設立された。
事業売却と資金調達で、出資・譲受企業を探せるプラットフォーム「JPMergers」や、AI/機械学習アルゴリズムを搭載したロングリスト自動作成ツールの開発・提供をしている。
株式報酬制度や資本政策コンサルティングを展開する株式会社SOICOと業務提携し、CFO業務専門のスキルシェアサービスである「シェアリングCFO」も行っている。加えて、組織コンサルティング事業を展開している株式会社識学と事業提携している。
会社売却や資金調達の進め方やバリュエーション、その他M&Aに関して幅広く支援できることに強みを持つ。また、プラットフォームは着手金や中間報酬が発生しない成功報酬型で運営している。

## 沿革
- 2020年
  - 10月 - Decillion Capital株式会設立
- 2021年
  - 7月 - 「JPMergers」ベータ版を提供開始[6]
  - 8月 - SOICO株式会社と業務提携[7]
- 2022年
  - 2月 - 株式会社識学と業務提携[8]
  - 9月 - 「SEARCHROOM」の正式版を提供開始[9]

## 関連企業
- 株式会社NIBUREN